# Municipio de Townsend (condado de Huron)
El municipio de Townsend (en inglés: Townsend Township) es un municipio ubicado en el condado de Huron en el estado estadounidense de Ohio. En el año 2010 tenía una población de 1623 habitantes y una densidad poblacional de 24,3 personas por km².

## Geografía
El municipio de Townsend se encuentra ubicado en las coordenadas 41°15′8″N 82°29′57″O / 41.25222, -82.49917. Según la Oficina del Censo de los Estados Unidos, el municipio tiene una superficie total de 66.78 km², de la cual 66.7 km² corresponden a tierra firme y (0.12%) 0.08 km² es agua.

## Demografía
Según el censo de 2010, había 1623 personas residiendo en el municipio de Townsend. La densidad de población era de 24,3 hab./km². De los 1623 habitantes, el municipio de Townsend estaba compuesto por el 97.47% blancos, el 0.55% eran afroamericanos, el 0.25% eran amerindios, el 0.25% eran asiáticos, el 0.06% eran isleños del Pacífico, el 0.31% eran de otras razas y el 1.11% pertenecían a dos o más razas. Del total de la población el 1.29% eran hispanos o latinos de cualquier raza.